# Rumini (regény)
A Rumini Berg Judit regénye, amely 2007-ben megkapta az Év Gyerekkönyve nevű kitüntetést. A történet egy speciális világban játszódik, melynek benépesítői beszélő, társadalmat kiépítő állatok, illetve mágikus lények. A főszereplő Rumini, egy egér matróz, aki a Szélkirálynő nevezetű vitorláson próbál eljutni Pelevárba.

## Cselekmény
|  | Alább a cselekmény részletei következnek! |

Rumini, az árva, hontalan és kalndvágyó kisegér be szeretne állni a városi csínytevők közé. Egyszer megpróbálja ellopni a Hétágú Szigony nevű étterem, borozó és söröző cégérét a bűnözőkkel együtt. Ám a kocsmáros lefüleli őt, a bandatagok elmenekülnek. Ruminit viszont börtönbe akarja csukatni. Ekkor kisétál az épületből a leggyorsabb háromárbócos kapitánya, és azt mondja a csaposnak, hogy a kisegér neki dolgozik, mint hajósinas. A kapitány valóban alkalmazza Ruminit a hajójára, a Szélkirálynőre azzal a feltétellel, hogy ha rosszat csinál, kiteszi és otthagyja az első útba eső kikötőnél. A hajón megismerkedik egy szintén hajósinas fiúval akinek neve Balikó, és rögtön a legjobb barátok lesznek. A kapitány gyülekezőt hív össze, és elárulja, hogy pár nap múlva elindulnak Pelevárba, a Nagy Pele-szigetek fővárosába. Ám az út veszélyes. Végre-valahára elindul a Szélkirálynő. Az állandó déli szél miatt a Szélkirálynő az Azúr-tengerről kisodródik a Ragacs-tengerre, ami barátságtalan szigeteiről és szörnyeiről híres. Nemsokára megismerik az éhes óriáspolipot, aki a hajót szeretné bekebelezni. Végül megmenekültek. Az instabil hajó miatt meg kell állniuk a legközelebbi szigeten, a Batka-szigeten. Ráadásul a vizük is elfogyott, így a matrózok, és a tisztek isznak a sziet forrásából. A víz altató hatású, s aki ivott, azt elnyomta a buzgóság.Csak Rumini és Balikó maradt ébren. A fiúk érzik, hogy valaki(k) figyeli(k) őket, és alvást színlelnek. Ekkor előjönnek a fabatkák, és mindenkit megkötöznek egy ragacsos anyaggal.Mikor a falevélhez, és mohához hasonlító lények Ruminiéktől már csak egy karnyújtásnyira voltak, hogy őket is megbéklyózzák, a fiúk felálltak, és elkaptak három fabatkát. Közben a többi lény – 3 matrózon kívül, akik Ruminiék szeme előtt voltak – a legénységet megkötözve elvonszolták a rejtekhelyükre. A barátok kiszabadították őket.   A két jó barát visszaindul a Szélkirálynőre, hátha eszükbe jut hogy tegyék el láb alól a férgeket. Ekkor megpillantja őket egy Frici nevű matróz, aki a hajón marad.Eszébe jut, hogy még mikor csavargó volt, lopott egy öregítő szirupot. Ezzel bepermetezi a hernyókat, azok pillangóvá változnak, és elrepülnek. A fabatkakirály szabadon engedi a matrózokat, valamint ajándékoz nekik recefice-fakérget, ami a világ legjobb gyógyszere.A fabatkák megjavították a hajót.Komló és Pille, a fabatkák, akiket Rumini és Balikó foglyul ejtett, elárulták a két barátnak, hogy pár hónapja itt járt egy kalózhajó, és elhagyták a kincsestérképüket, és mivel a fabatkáknak nincs szüksége rá, titokban Rumininek és Balikónak adják. Állítólag a szomszédos Orom-szigeten van egy láda arany. Rumini ott maradt a szigeten. A Szélkirálynő egyre távolodott a Batka-szigettől, és megközelítette a Sárkány-szorost, ahol a regék szerint egy igazi háromfejű sárkány tanyázik. A matrózok végül a sárkány szájába lőnek egy hordót a Batka-szigeti vízzel, így az elalszik. A Szélkirálynő sikerrel eljut az Orom-szigetre, Rumini pedig Balikó tudta nélkül elindul éjjel megkeresni a kincset.Eljut a barlanghoz, ahol a kincs van elrejtve, de nem jut hozzá, mert a sziget túloldalán horgonyzó patkánykalózok mennek oda még több kincset odarakni. Rumini visszalopakodik a hajóhoz, de rémülten látja, hogy a Szélkirálynő már kifutott a tengerre.Kétségbeesésében Rumini felmegy a kalózhajóra, hogy egy kis ételt lopjon, dee kamrában, így a hajó elindul vele. Rumini azt hazudjaa kalózoknak, hogy a rabul ejtett ürgékkel együtt utazott, a többi fogoly közé vetik. Először bizalmatlanok hozzá, de amikor a Komló által adott tárggyal, egy recefice kéreggel segít meggyógyítani egy életveszélyesen sérült ürgematrózt, így végül összebarátkoznak. Ruminiék a raktárba zárva meghallják a kalózokat, ezért felmerül, hogy a kalózok álcázva rendszeresen egy közeli kikötőben, talán Pelevárban eladják a zsákmányukat.Eközben Balikó rájön, hogy Rumini tényleg kiszállt a szigeten, és szól a kapitánynak hogy az Orom-szigetnél maradt Rumini. A kapitány vissza is fordulna, de mivel a pelék ellenőrzésre kötelezik őket, csak később térhetnek vissza. Ruminit már nem találták meg. A kapitány ezt közli a legénységgel, és fel is vetik, hogy adják el a recefice kérget. A Kalmáron Ruminiék pedig elindulnak Pelevárba. A szelencével meglátja Ruminit, hogy valami pincében össze van kötözve.Következő nap a matrózok szétszélednek a városban. Rumini és Balikó elmegy Naftalin Rufushoz. Tőle ajándékba kapják a vascsöppentőt, és a láthatatlanná tévő kalap. Találkozna a sárkánnyal. Emiatt bizonytalanul vágnak neki a hazaútnak. A  nyomukban lévő kalózokat támadja meg a sárkány. A Szélkirálynő most már békésen hazavitorlázhat Egérvárosba.
|  | Itt a vége a cselekmény részletezésének! |

## Szereplők
- Rumini a főszereplő, segítő kész, hajós inas
- Balikó Rumini legjobb barátja, és társa minden gaztettben, hajós inas
- Negró a fedélzetmester, parancsolgató
- Bojtos Benedek a kapitány, bölcs
- Sebestyén a kormányos, jószívű és okos, első tiszt
- Ajtony a szakács
- Cincogi doktor a hajóorvos
- Dolmányos papa a hajó ezermestere
- Dundi Bandi gyáva, de jószívű matróz
- Roland
- Sajtos Pedro az őrszem, éles szemű
- Tubák a hallgatag matróz
- Brúnó
- Frici
- Fábián
- Rizsa bandavezér
- Bumbu alvezér
- Nudli
- Zikó
- Óriáspolip
- Pille
- Komló
- Cirok
- Batka király
- Sárkány
- Láva Leó kalózkapitány
- Káró
- Maxi
- 'Penge
- Cidri
- Lutri
- Málé
- Sunyi
- Fazék kalóz szakács
- Savó
- Kasza
- Dini
- Beretva apó
- Csocsó
- Zsiga
- Döme
- Félszemű Morti pelevári agyafúrt rabszolga-kereskedő,
- Pampogi uraság a pelekirály udvarmestere
- Vakarcsik bácsi pocok, üzlettulajdonos,
- Naftalin Rufus Pelevár leghíresebb tapasztalt varázslója,
- Pelekirály

## Helyszínek
- Egérváros
- Batka-sziget
- Orom-sziget
- Pelevár
- Ragacs-tenger
- Azúr-tenger
- Sárkány-szoros
- Szélkirálynő